# Natalia Hernández Arévalo
Natalia Hernández Arévalo (Madrid, 21 de desembre de 1975) és una actriu espanyola.

## Trajectòria
Natalia treballa en teatre des de 1998 amb Brecht cumple cien años al Teatro de la Abadía.
Debuta en televisió en el 2000 amb la sèrie televisiva Policías, en el corazón de la calle, i aquell mateix any va aparèixer a El comisario.
La seva major popularitat l'aconsegueix amb el paper de Patu, amiga de Maite Figueroa (Eva Isanta) en la sèrie de televisió La que se avecina. Igualment ha participat a Amar en tiempos revueltos interpretant Doña Lupe i a alguns capìtols d' Aída.
En teatre ha participat en el muntatge de Carlota, de Miguel Mihura, al costat de Carmen Maura. Després de participar en diverses sèries, el 2019 participà a Vis a vis: El oasis.

## Treballs
| Any                                  | Sèrie                               | Canal                   | Personatge        | Notes       |
| ------------------------------------ | ----------------------------------- | ----------------------- | ----------------- | ----------- |
| 2000                                 | Periodistas                         | Telecinco               |                   | 1 episodi   |
| 2000 - 2001                          | Policías, en el corazón de la calle | Antena 3                | Gloria Luna       | 9 episodis  |
| 2000 - 2006                          | El comisario                        | Telecinco               | Patricia          | 2 episodis  |
| 2007 - 2009; 2020; 2022 - actualitat | La que se avecina                   | Telecinco               | Patu Álvarez      | ¿? episodis |
| 2010 - 2011                          | Amar en tiempos revueltos           | La 1                    | Doña Lupe         | 89 episodis |
| 2011                                 | Aída                                | Telecinco               | Sole              | 3 episodis  |
| 2015                                 | Cuéntame cómo pasó                  | La 1                    | Menchu            | 1 episodi   |
| 2016                                 | Centro médico                       | La 1                    | Paciente          | 1 episodi   |
| 2017                                 | Estoy vivo                          | La 1                    | Beatriz Vargas    | 3 episodis  |
| 2018                                 | Capítulo 0                          | #0                      | Megan             | 1 episodi   |
| 2018                                 | Arde Madrid                         | #0                      | Señora Cabina     | 1 episodio  |
| 2018                                 | Pequeñas coincidencias              | Prime Video             | Ex xicota de Javi | 1 episodi   |
| 2020                                 | Vergüenza                           | #0                      | Comisaria         | 6 episodios |
| 2020                                 | Caronte                             | Prime Video / Telecinco | Amalia Barallobre | 1 episodi   |
| 2020                                 | Vis a vis: El oasis                 | FOX España              | Elena             | 7 episodis  |